# Jour du drapeau
« Flag Day » redirige ici.  Pour le film de Sean Penn, voir Flag Day (film).
Le jour du drapeau est une fête nationale célébrée dans plusieurs pays et qui met à l'honneur un des symboles forts qu'est le drapeau. Le jour choisi pour célébrer l'évènement est souvent lié à l'histoire de cet emblème.

## Jour du drapeau dans le monde
| Pays                              | Date                                     | Détails |
| --------------------------------- | ---------------------------------------- | --- |
| Afghanistan                       | 19 août                                  | Jour d'indépendance, 1919. |
| Albanie                           | 28 novembre                              | Jour d'indépendance, 1912. |
| Argentine                         | 20 juin                                  | Día de la Bandera Nacional : anniversaire de la mort de Manuel Belgrano, créateur du drapeau de l'Argentine. |
| Aruba                             | 18 mars                                  | Adoption du drapeau national le 18 mars 1976. |
| Australie                         | 3 septembre                              | Flag Day (en) : anniversaire de la première utilisation du drapeau de l'Australie, en 1901. |
| Azerbaïdjan                       | 9 novembre                               | Jour du drapeau en Azerbaïdjan (azéri : Dövlət Bayrağı Günü), adopté en 2009, pour la commémoration de l'adoption du drapeau de l'Azerbaïdjan le 9 novembre 1918. |
| Åland                             | Dernier dimanche d'avril                 | Commémoration de l'adoption du drapeau. |
| Bolivie                           | 17 août                                  | Commémoration de la création du premier drapeau national. |
| Brésil                            | 19 novembre                              | Jour du drapeau au Brésil, adopté en 1889. |
| Canada                            | 15 février                               | Jour du drapeau (en anglais : Flag Day), officiellement nommé Jour du drapeau national du Canada (National Flag of Canada Day), commémoration de l'adoption du drapeau du Canada (15 février 1965).                                                                   |
| Estonie                           | 4 juin                                   | Jour du drapeau estonien (estonien : Eesti lipu päev). Commémoration de l'adoption du drapeau de l'Estonie en 1884. |
| États-Unis                        | 14 juin                                  | Flag Day commémorant l'adoption du drapeau des États-Unis |
| Union européenne                  | 9 mai                                    | Journée de l'Europe commémorant la déclaration Schuman. |
| Finlande                          | 20 juin au 26 juin (samedi) / 6 novembre | Solstice d'été. Jour du drapeau finlandais (finnois : Suomen lipun päivä ou suédois : Finlands flaggas dag) depuis 1934. C'est toujours un samedi de la fin juin et correspond souvent à la Fête de la Saint-Jean/Ruotsalaisuuden, journée de l'héritage suédois (en) |
| Gabon                             | 9 août                                   | Instituée le 2 décembre 2009, car elle commémore l’adoption de la loi n°56/60 portant modification de l'emblème national par l'Assemblée nationale. |
| Îles Féroé                        | 25 avril                                 | |
| Haïti                             | 18 mai                                   | 18 mai 1803. Premier pays à prendre leur indépendance face la colonisation française. |
| Israël                            | 16 janvier                               | Yom Magen David ou Jour de l'étoile de David ou Jour du drapeau, commémore l'adoption officielle du drapeau national. |
| Italie                            | 7 janvier                                | Festa del tricolore commémorant l'adoption du drapeau de l'Italie en 1797 dans la Sala del tricolore. |
| Mexique                           | 24 février                               | Día de la Bandera (en) |
| Pakistan                          | 14 août                                  | Commémoration par l'assemblée nationale du drapeau du Pakistan. |
| Pérou                             | 7 juin                                   | Célébration de l'anniversaire de la bataille d'Arica. |
| Philippines                       | 28 mai                                   | |
| Pologne                           | 2 mai                                    | Fête introduite en 2004 |
| Portugal                          | 1er décembre                             | Fête introduite en 1910 |
| Québec                            | 21 janvier                               | Commémorer la levée du drapeau au sommet de l'hôtel du parlement en 1948 |
| Royaume-Uni • Angleterre • Écosse | 23 avril 30 novembre                     | Fête de la Saint George (anglais : Saint George's Day). Le jour national de l'Angleterre. Fête de la Saint-André (scots : Saunt Andra's Day; gaélique écossais : Latha Naomh Anndra), le jour national de l'Écosse.                                                   |
| Russie                            | 22 août                                  | день флага institué en l'honneur du retour au pays de son drapeau tricolore historique lors du putsch de Moscou en 1991. |
| Suède                             | 6 juin 6 novembre                        | Jour du drapeau suédois (suédois : Svenska flaggans dag) commémoration du drapeau de la Suède depuis 1983 Gustavus Adolphus dag (jour de Gustave II Adolphe de Suède commémorant sa mort.)                                                                            |